# 라바예하주

라바예하주의 위치

라바예하주(스페인어: Departamento de Lavalleja)는 우루과이 남동부에 위치한 주로 주도는 미나스이며 면적은 10,016km2, 인구는 58,815명(2011년 기준)이다. 주 이름은 우루과이의 정치인이자 혁명가인 후안 안토니오 라바예하에서 유래되었다. 북쪽으로는 트레인타이트레스주, 동쪽으로는 로차주, 남쪽으로는 카넬로네스주와 말도나도주, 서쪽으로는 플로리다주와 접한다.

주기
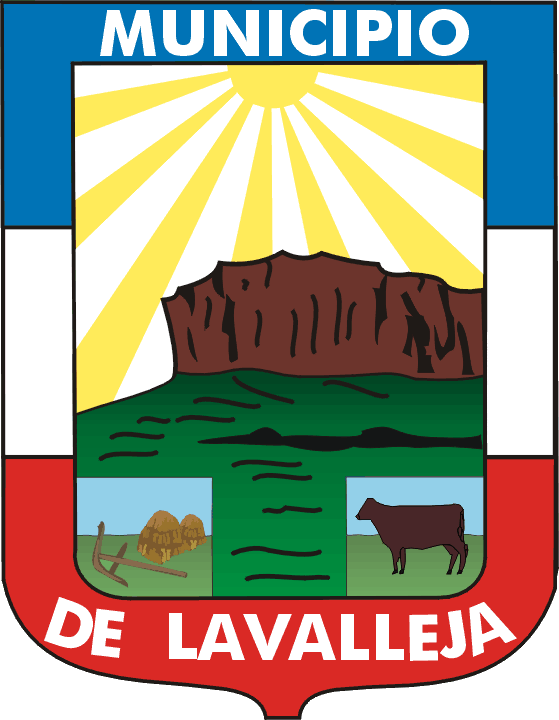
주 문장